# Mesulame Dolokoto
Pas d'image ? Cliquez ici

a Compétitions nationales et continentales officielles uniquement.

b Matchs officiels uniquement.
Dernière mise à jour le 14 février 2025.
Mesulame Dolokoto, né le 21 janvier 1995 à Suva (Fidji), est un joueur de rugby à XV international fidjien, évoluant au poste de talonneur.

## Biographie
Mesulame Dolokoto est né à Suva, où il commence le rugby dès le plus jeune âge. Il est scolarisé à la Queen Victoria School, avec qui il dispute le championnat national lycéen,. Évoluant alors au poste de troisième ligne, il est le capitaine de la sélection scolaire fidjienne en 2013, et joue également avec l'équipe des Fidji des moins de 18 ans,.
En 2014, il quitte son pays natal pour l'Australie afin de poursuivre ses études en science forensique à l'université de Canberra. À côté de ses études, il continue à jouer au rugby avec le club des Gungahlin Eagles (en) en ACTRU Premier Division (championnat du territoire de la capitale australienne), ainsi qu'avec les équipes jeunes de la franchise des Brumbies. Arrivé seul en Australie, il est pris en charge par son coéquipier et compatriote Henry Speight qui l'héberge dans un premier temps, et l'aide à s'adapter à la vie australienne,. En 2015, il s’entraîne avec le groupe professionnel des Brumbies, mais ne dispute aucun match.
En 2018, après quatre ans en Australie, il rentre aux Fidji, et il est sélectionné avec les Fiji Warriors (Fidji A) pour disputer le Pacific Challenge,. Il change alors poste, passant de troisième ligne à talonneur. Quelques mois plus tard, il nommé capitaine de cette même équipe à l'occasion de la Coupe des nations 2018.
Toujours en 2018, il rejoint l'équipe fidjienne des Fijian Drua, qui dispute le championnat australien du NRC. Pour sa première saison professionnelle, il joue sept rencontres et remporte le championnat avec son équipe au terme de la saison,.
Il est sélectionné pour la première fois avec l'équipe des Fidji en octobre 2018 pour participer à la tournée de novembre en Europe. Il obtient sa première cape internationale le 10 novembre 2018 à l’occasion d’un match contre l'équipe d'Écosse à Édimbourg.
En 2019, il rejoint la nouvelle équipe des Fijian Latui (en) qui évolue en Global Rapid Rugby.
Au juin 2019, il est annoncé qu'il rejoindra le club écossais des Glasgow Warriors évoluant en Pro14 pour un contrat de deux saisons.
En mai 2019, il fait partie de la présélection de 50 joueurs annoncé par la Fédération fidjienne de rugby à XV pour préparer la coupe du monde au Japon. Il est ensuite sélectionné dans le groupe définitif de 31 joueurs en août 2019. Il joue deux matchs lors de la compétition, contre l'Uruguay et le pays de Galles.
Avec Glasgow, il joue son premier match en février 2020 contre les Zebre, et marque à cette occasion un doublé. Il joue un total de trois matchs lors de sa première saison, et inscrit trois essais. Lors de sa deuxième saison, gêné par des blessures et par une forte concurrence, il ne joue aucune rencontre,. Au terme de la saison, il n'est pas conservé et quitte le club.
En octobre 2021, il est annoncé qu'il fait son retour chez les Fijian Drua, qui sont entre-temps devenus une franchise de Super Rugby, pour la saison 2022.
En juin 2023, il est sélectionné au sein du groupe fidjien élargi retenu pour préparer la Coupe du monde 2023 en France. Cependant, il n'est pas sélectionné au sein du groupe final de 33 joueurs.

## Palmarès

### En club
- Vainqueur du NRC en 2018 avec les Fijian Drua.

### En équipe nationale
- Vainqueur du Pacific Challenge en 2018 avec les Fiji Warriors.

## Statistiques
- 12 sélections.
- 15 points (3 essais).